# Lionel Bart
Pour les articles homonymes, voir Bart.
Lionel Bart, né le 1er août 1930 à Stepney et mort le 3 avril 1999 à Hammersmith, est un compositeur et parolier britannique connu pour sa comédie musicale Oliver!. Il a reçu un Tony Award et neuf Ivor Novello Award.

## Biographie

### Débuts
De son vrai nom Lionel Begleiter, Lionel Bart est né dans l'Est londonien. Il est le plus jeune des sept enfants survivants de Juifs galiciens, Morris Begleiter et Yetta Darmstandler. Il grandit à Stepney. Son père travaillait comme tailleur dans un abri de jardin à Londres E1. La famille avait échappé aux pogroms meurtriers contre les Juifs par les Cosaques ukrainiens en Galicie, qui faisait alors partie de l'Empire autrichien. Le nom de « Bart » qu'il choisira plus tard provient, selon ses dires, de l'enseigne de l'hôpital Saint-Barth qu'il voit de l'impériale d'un bus après avoir terminé son service national avec la Royal Air Force. Une explication plus plausible vient de la société de sérigraphie qu'il fonde avec John Gorman, « G et B Arts ».
Tout jeune, Lionel Bart est un peintre accompli. À l'âge de six ans, un professeur dit à ses parents qu'il est un génie musical. On lui offre un violon, mais, peu appliqué, il arrête les leçons. À l'âge de 14 ans, il obtient une bourse d'études d'art à la Saint Martin's School of Art. Un vendredi après-midi, il est exclu pour avoir semé le désordre avec un autre étudiant, John Groom, un chahut avec le reste de la classe, impliquant équerres et autres accessoires. Le lundi suivant, après une explication avec la direction, il est réintégré. Après St Martin, il renonce à son ambition d'être peintre et se lance dans la sérigraphie et l'imprimerie. Quoiqu'il n'ait jamais appris à lire ou écrire la notation musicale, il deviendra une personnalité importante dans le développement de la musique rock et pop britannique.

### Auteur-compositeur

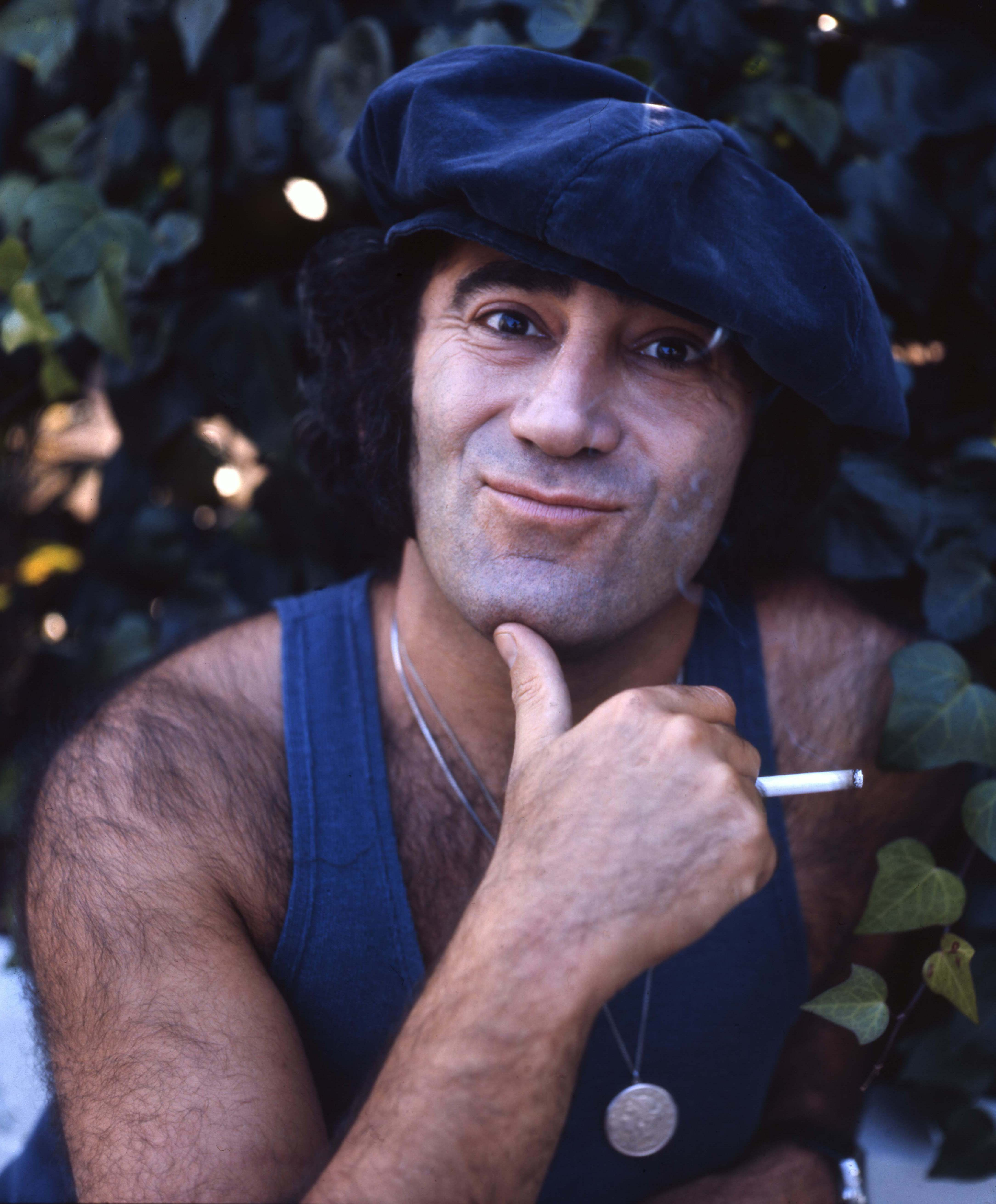
Lionel Bart en 1973.

Lionel Bart commence sa carrière d'auteur-compositeur dans des théâtres amateurs, d'abord au International Youth Centre en 1952. Avec un ami il écrit une revue : IYC Revue 52. L'année suivante, auditionnent pour une production de Leonard Irwin : The Wages of Eve à l'Unity Theatre de Londres. Peu de temps après, Bart commence à composer des chansons pour la revue Turn It Up à l'Unity Theatre et pour une version « agit-prop » de Cendrillon (1953). Repéré par Joan Littlewood, il rejoint son Theatre Workshop. Il écrit également des chansons pour l'émission du dimanche midi à la BBC, le Billy Cotton Band Show.
Bart acquiert une certaine notoriété en écrivant des chansons pour de jeunes chanteurs travaillant pour l’impresario et éditeur de musique Larry Parnes. Sa production pop de cette période comprend par exemple : Living Doll (pour Cliff Richard), Rock with the Cavemen, Handful of Songs, Butterfingers et Little White Bull (pour Tommy Steele). Ses collaborateurs sont Mike Pratt et Tommy Steele. En 1957, il remporte trois Ivor Novello Awards, quatre en 1958 et deux en 1960. Il écrit la chanson titre du film de James Bond From Russia with Love (1963). Ses autres succès sont Do You Mind ? (enregistré par Anthony Newley et Andy Williams), Big Time, Easy Going Me (Adam Faith) et Always You And Me (avec Russ Conway).
Bart est à la base de la découverte de deux des plus grandes vedettes de Parnes. C'est sur sa recommandation que Parnes est allé voir le chanteur Tommy Hicks. Il l'engage et le rebaptise Tommy Steele. Il en est de même avec le chanteur Reg Smith, qui se produisait au Condor Club et qui s'est fait ensuite connaître sous son nom de scène Marty Wilde.

### Théâtre musical
La première comédie musicale Lionel de Bart est créée en 1959 : Lock Up Your Daughters, basée sur la pièce du XVIIe siècle Rape upon Rape, d'Henry Fielding. Par la suite, Fings ain't Wot they Used t'Be, produit par Joan Littlewood's au Theâtre Workshop, est connue pour l'emploi de l'accent cockney sur scène. Oliver! (1960), basé sur l'Oliver Twist de Charles Dickens est un véritable triomphe. C'est la première comédie musicale britannique moderne à être jouée avec succès à Broadway.
Oliver ! est resté populaire jusqu'à nos jours, et pendant de nombreuses années ce fut le spectacle musical préféré des écoles du Royaume-Uni. La mise en scène originale, mettant en vedette Ron Moody et Georgia Brown, contenait des chansons célèbres comme As Long As He Needs Me et Consider Yourself. Le comique australien Barry Humphries obtient son premier grand rôle avec M. Sowerberry. On verra également se produire des futures stars du rock : Steve Marriott (chanteur de The Small Faces et Humble Pie), Davy Jones (artiste) (The Monkees) et Phil Collins (Genesis).
Pour réaliser la partition d' Oliver!, on fait appel à Eric Rogers qui a écrit et composé 21 bandes originales pour la série Carry On. Bart, qui ne connaît pas l'écriture musicale, fredonne les mélodies et Rogers écrit les notes en son nom.
En 1968, le film Oliver ! met en vedette Ron Moody, Oliver Reed et Shani Wallis. Il remporte plusieurs Oscars, dont celui du meilleur film. On estime qu'à cette époque Bart gagnait £ 16 par minute grâce à Oliver ! Les comédies musicales suivantes Blitz ! (1962) (la chanson « Far Away » fut un succès pour Shirley Bassey) et Maggie May (1964), font les beaux jours du West End. À l'époque, Blitz !, avec ses 568 représentations, est la comédie musicale la plus chère que Londres ait jamais connu. Par contre, Twang ! (1965), basé sur la légende de Robin des Bois, est un flop et La Strada (1969), créée à Broadway s'arrête après une seule représentation. Bart prend du LSD et d'autres drogues. Il boit beaucoup. Cette situation affecte à la fois son travail et son sens des affaires.
Bart utilise inconsidérément ses finances personnelles pour tenter de sauver ses deux dernières productions. Il vend ses œuvres passées, y compris les droits d'auteur, pour financer les spectacles. Ainsi, il cède Oliver !  à l'artiste Max Bygraves pour la somme de 350 £. Bygraves les revendra plus tard 250 000 £. Dans ces affaires, on estime que Bart a perdu plus de  1 000 000£. En 1972, il est en faillite avec 73 000£ de dettes. Une période de dépression et d'alcoolisme de vingt ans s'ensuit. Il cesse finalement de boire grâce aux Alcooliques anonymes. Mais sa santé est gravement altérée. Il souffre de diabète et d'insuffisance hépatique.
En mai 1977, une comédie musicale autobiographique appelé Lionel ! est créée dans le West End, au New London Theatre. Elle est vaguement basée sur les débuts de Bart comme un enfant prodige. Il ajoute quelques nouvelles chansons pour le spectacle dont il attend beaucoup. Le casting inclut Clarke Peters, Marion Montgomery et Adrienne Posta. Le rôle de Lionel est partagé par le jeune Todd Carty et un acteur inconnu, Chris Nieto. Le spectacle est arrêté après six semaines, avec une perte de 250 000 £. Il continue à écrire des chansons et des thèmes pour le cinéma, mais son seul véritable succès dans ses dernières années est « Happy Endings » (1989), un jingle de 30 secondes pour une campagne nationale de publicité pour la banque Abbey. On y voit Bart jouer du piano et chanter à des enfants.
En 1986, Bart reçoit un spécial Ivor Novello Award pour l'ensemble de son œuvre. Cameron Mackintosh, qui possède la moitié des droits d' Oliver !, relance la comédie musicale au Palladium de Londres en 1994 dans une version réécrite par Lionel Bart lui-même. Mackintosh cède à Bart une part des bénéfices de la production. Bien qu'il soit homosexuel, à l'apogée de sa carrière, les médias lui prêtent une liaison amoureuse avec Judy Garland et Alma Cogan. Sa sexualité était bien connue de ses amis et collègues, mais il ne fait réellement son coming out que quelques années avant sa mort.
Lionel Bart décède en 1999 après une longue lutte contre le cancer. Ses funérailles ont lieu au Golders Green Crematorium. Une comédie musicale basée sur sa vie et utilisant ses chansons,  It's a Fine Life, est créée en 2006 au Queen's Theatre d'Hornchurch, à l'est de Londres.

## Discographie
- 1999 : The Songs of Lionel Bart (compilation ; Empire Music Group Inc.)
- 2004 : Sing Their Songs (album ; Codaex)
- 2008 : Oliver! (album ; Metro / Union Square Music)
- 2011 : Bart For Bart's Sake (album ; Hallmark)

## Récompenses
- Neuf Ivor Novello Award
  - Trois en 1957
  - Quatre en 1958
  - Deux en 1960 pour As Long as He Needs Me et Lock Up Your Daughters
- 1963: Tony Award de la meilleure partition originale pour Oliver! ;